# Krivulja ampersand
Krivulja ampersand je ravninska krivulja četrte stopnje (kvartična), ki je dana z enačbo
{\displaystyle \ (y^{2}-x^{2})(x-1)(2x-3)=4(x^{2}+y^{2}-2x)^{2}.}
Spada med algebrske krivulje, ima rod enak 0. Ima tudi tri dvojne točke. 